# Ennetbürgen
Ennetbürgen és un municipi del cantó de Nidwalden (Suïssa).